# Cheshunt F.C.

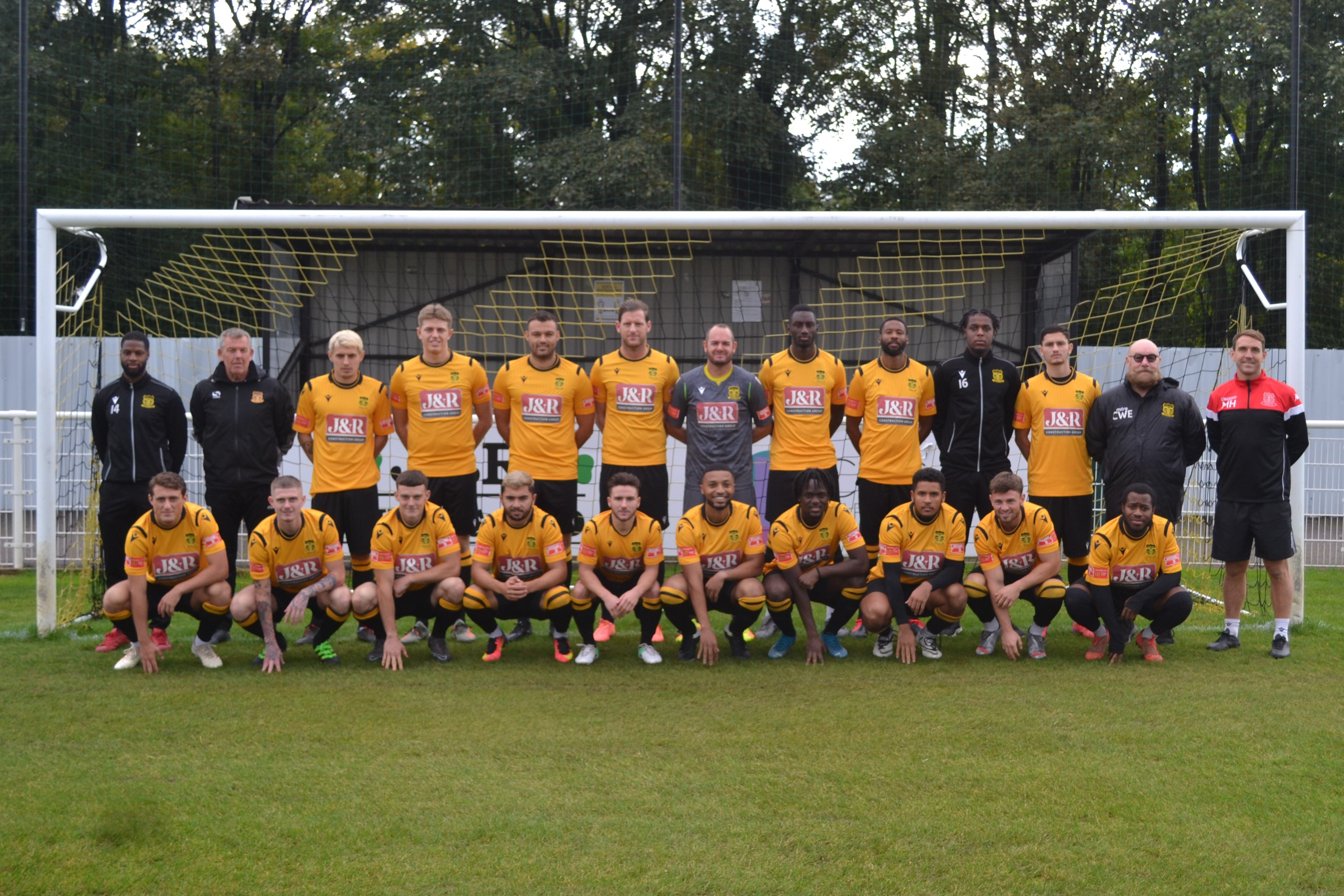
Đội hình Cheshunt mùa giải 2020/2021

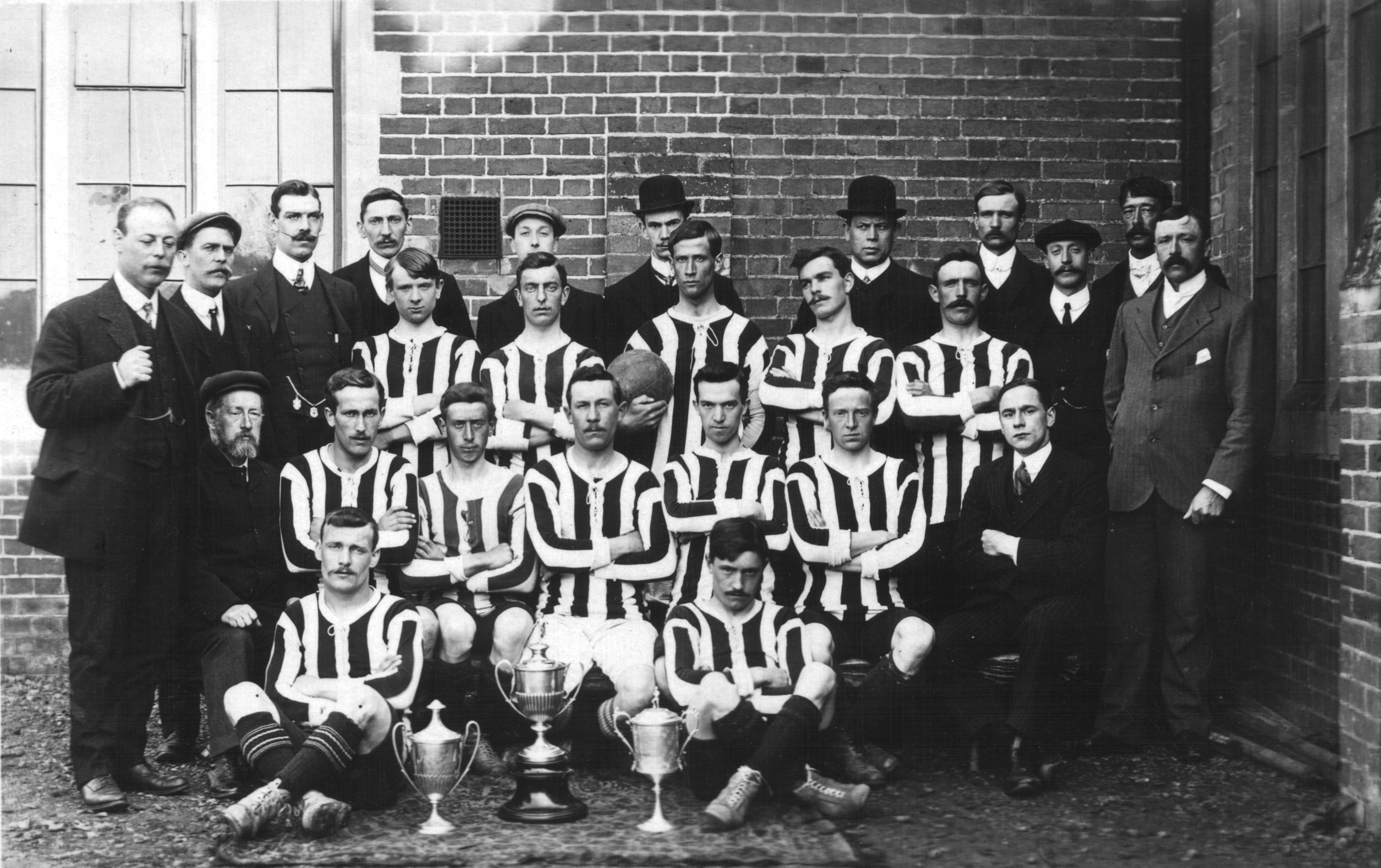
Câu lạc bộ Cheshunt thành lập năm 1905 với các danh hiệu mùa giải đó.

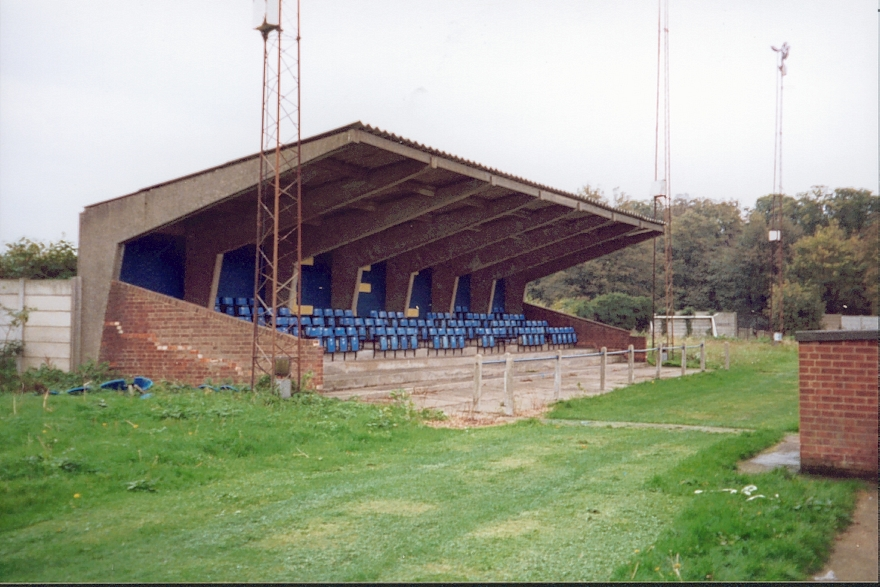
Sân vận động Theobalds Lane

Cheshunt FC là một câu lạc bộ bóng đá có trụ sở tại Cheshunt, Hertfordshire, Anh. Đội bóng hiện thi đấu tại Isthmian League Premier Division và có sân nhà ở Theobalds Lane.

## Danh hiệu
- Isthmian League
  - Nhà vô địch Division Two mùa giải 2002–03
- Athenian League
  - Nhà vô địch Division One các mùa giải 1967–68, 1975–76
  - Nhà vô địch Challenge Cup các mùa giải 1974–75, 1975–76
- Spartan League
  - Nhà vô địch mùa giải 1962–63
  - Nhà vô địch Challenge Cup các mùa giải 1963–64, 1992–93
- London League
  - Nhà vô địch Premier Division mùa giải 1949–50
  - Nhà vô địch Division One các mùa giải 1947–48, 1948–49
  - Nhà vô địch Division One Cup mùa giải 1946–47
- Southern Amateur League
  - Nhà vô địch Section B mùa giải 1920–21
- London Charity Cup
  - Nhà vô địch mùa giải 1973–74[2]
- East Anglian Cup
  - Nhà vô địch mùa giải 1974–75[2]
- Herts Charity Cup
  - Nhà vô địch các mùa giải 2005–06, 2007–08, 2016–17[2]
- Herts Charity Shield
  - Nhà vô địch các mùa giải 1946–47, 1965–66[2]

## Thống kê
- Thành tích tốt nhất tại FA Cup: Vòng loại thứ tư các mùa giải 1925–26, 1958–59, 1966–67, 1970–71, 1977–78[3]
- Thành tích tốt nhất tại FA Amateur Cup: Bán kết mùa giải 1903–04[3]
- Thành tích tốt nhất tại FA Trophy: Vòng bốn mùa giải 2021–22[3]
- Thành tích tốt nhất tại FA Vase: Tứ kết mùa giải 1981–82[3]
- Kỷ lục khán giả đến sân: 5,000 người trong trận đấu với Bromley, Vòng hai FA Amateur Cup, 28 tháng 1 năm 1950[1]
- Thất bại đậm nhất: 0–10 trước Eton Manor, London League, 17 tháng 4 năm 1956[1]
- Cầu thủ ra sân nhiều nhất: John Poole, 512  lần (1970–1976, 1979–1983)[1]
- Cầu thủ ghi bàn nhiều nhất: Darrell Cox, 152 bàn (1997–2005, 2007–2008 và 2010)[1]
- Phí chuyển nhượng kỷ lục nhận được: 10,000 bảng từ Peterborough United cho cầu thủ Lloyd Opara, 2006[1]